# آغیتو
آغیتو (به ارمنی: Աղիտու) یک روستا در ارمنستان است که در استان سیونیک واقع شده‌است. آغیتو در ۹۷ کیلومتری شمالغرب کاپان، مرکز استان سیونیک واقع شده است.

## خصوصیات
آغیتو ۱۹٫۴۴ کیلومترمربع مساحت و ۳۰۴ نفر جمعیت دارد و در ارتفاع ۱۶۵۰ متر بالاتر از سطح دریا قرار گرفته است.
| سال   | ۱۸۳۱ | ۱۸۷۳ | ۱۹۱۴  | ۱۹۵۹ | ۱۹۷۰  | ۲۰۰۱ | ۲۰۰۴ |
| جمعیت | ۶۰   | ۴۵۰  | ۱٬۰۷۰ | ۸۲۸  | ۱٬۲۲۲ | ۲۰۹  | ۲۴۷  |

## نگارخانه

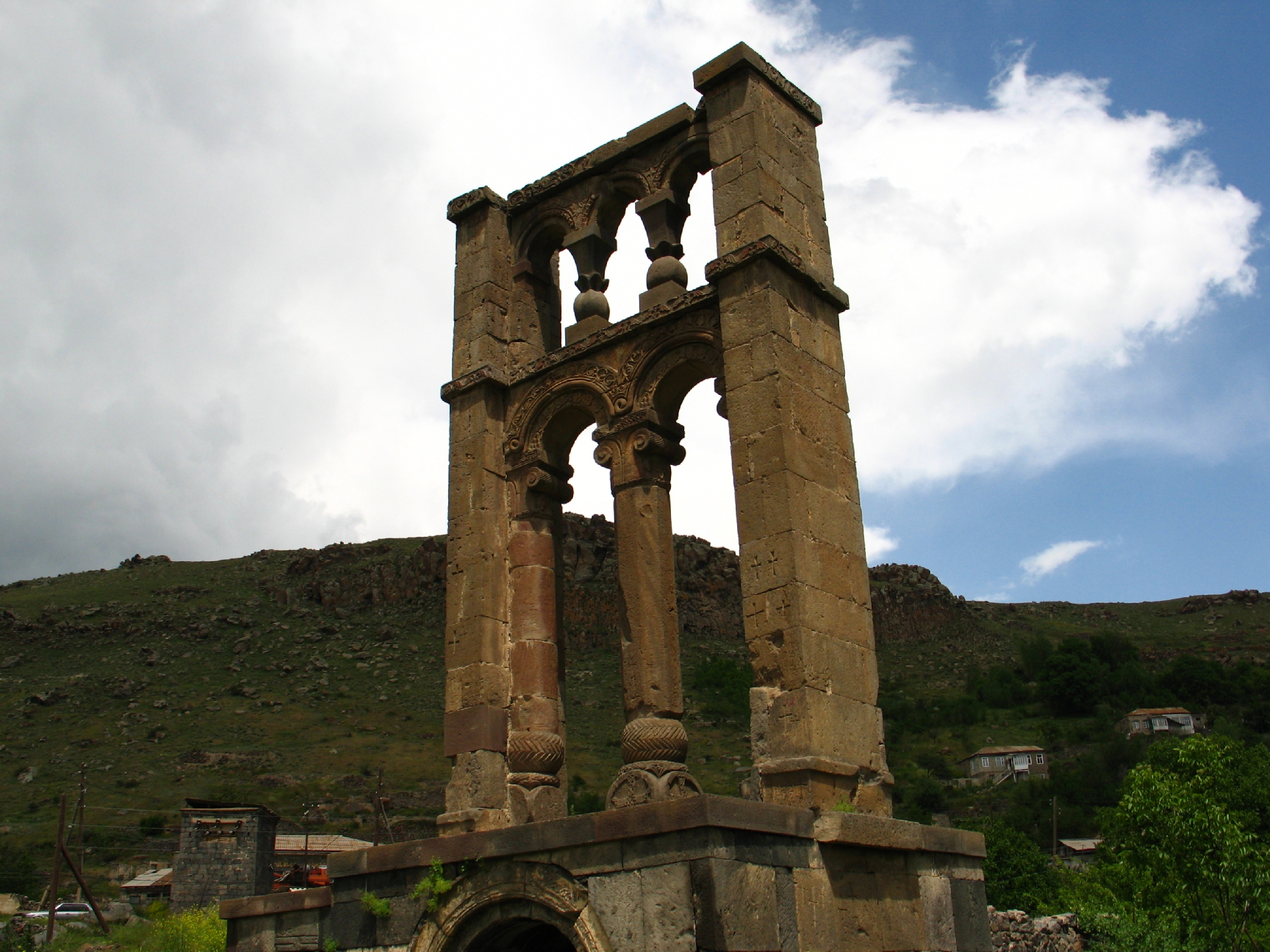
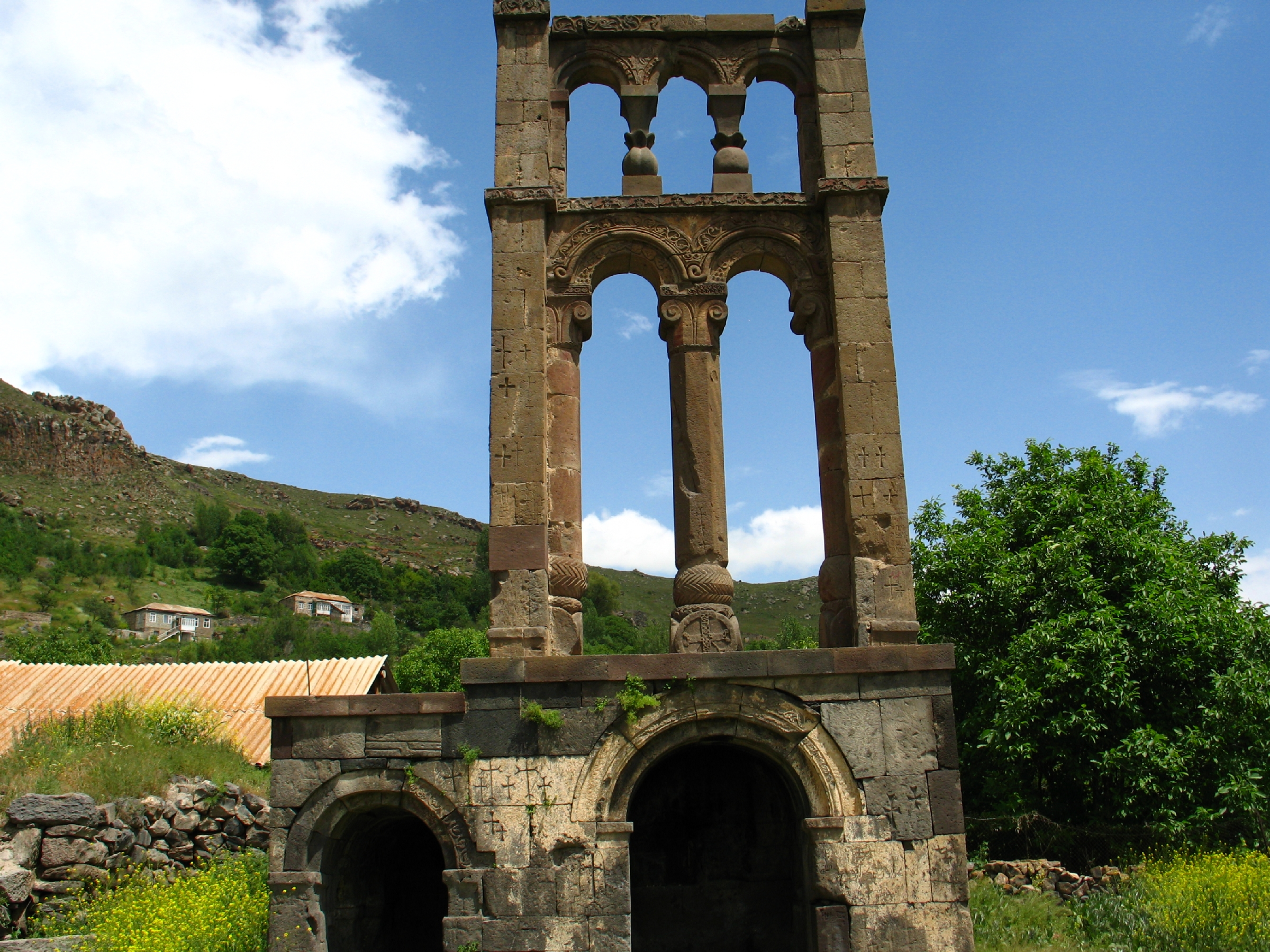
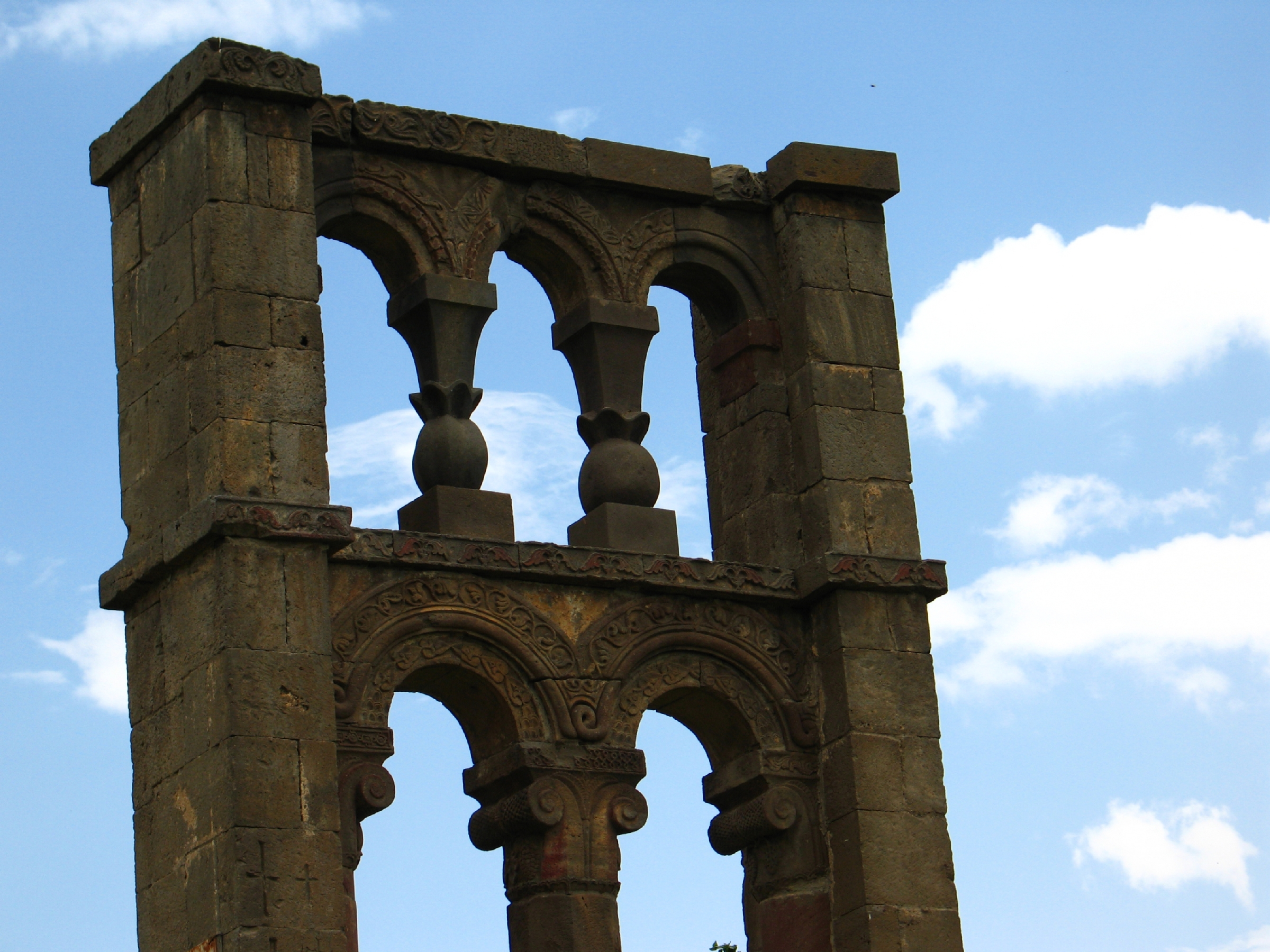